# Forte Village Sardegna Open 2020 - Qualificazioni singolare
Le qualificazioni del singolare del Forte Village Sardegna Open 2020 sono state un torneo di tennis preliminare per accedere alla fase finale della manifestazione. I vincitori dell'ultimo turno sono entrati di diritto nel tabellone principale. In caso di ritiro di uno o più giocatori aventi diritto, sono subentrati i lucky loser, ossia i giocatori che hanno perso nell'ultimo turno e che avevano una classifica più alta rispetto agli altri partecipanti che avevano perso nel turno finale.

## Teste di serie
1. Federico Coria (qualificato)
2. Andrej Martin (ultimo turno, lucky loser)
3. Thiago Seyboth Wild (primo turno)
4. Tarō Daniel (primo turno)

1. Jozef Kovalík (qualificato)
2. Sumit Nagal (qualificato)
3. Danilo Petrović (ultimo turno, 'lucky loser)
4. Kimmer Coppejans (ultimo turno)

## Qualificati
1. Federico Coria
2. Sumit Nagal

1. Andrea Pellegrino
2. Jozef Kovalík

### Lucky loser
1. Andrej Martin

1. Danilo Petrović

## Tabellone

### Legenda
| - Q = Qualificato - WC = Wild card - LL = Lucky loser | - ALT = Alternate - SE = Special Exempt - PR = Protected Ranking | - w/o = Walkover - r = Ritirato - d = Squalificato |

### Sezione 1
|  | Primo turno | Primo turno       | Primo turno | Primo turno | Primo turno |  |  | Ultimo turno | Ultimo turno     | Ultimo turno     | Ultimo turno | Ultimo turno |  |
|  |             |                   |             |             |             |  |  |              |                  |                  |              |              |  |
|  | 1           | Federico Coria    | 6           | 1           | 7           |  |  |              |                  |                  |              |              |  |
|  |             | Matteo Viola      | 2           | 6           | 64          |  |  | 1            | Federico Coria   | Federico Coria   | 6            | 6            |  |
|  |             | Gian Marco Moroni | 6           | 63          | 0           |  |  | 8            | Kimmer Coppejans | Kimmer Coppejans | 1            | 4            |  |
|  | 8           | Kimmer Coppejans  | 2           | 7           | 6           |  |  |              |                  |                  |              |              |  |

### Sezione 2
|  | Primo turno | Primo turno          | Primo turno          | Primo turno | Primo turno |  |  | Ultimo turno | Ultimo turno  | Ultimo turno  | Ultimo turno | Ultimo turno |  |
|  |             |                      |                      |             |             |  |  |              |               |               |              |              |  |
|  | 2           | Andrej Martin        | 6                    | 2           | 6           |  |  |              |               |               |              |              |  |
|  |             | JC Aragone           | 4                    | 6           | 2           |  |  | 2            | Andrej Martin | Andrej Martin | 4            | 2            |  |
|  |             | Geoffrey Blancaneaux | Geoffrey Blancaneaux | 3           | 3           |  |  | 6            | Sumit Nagal   | Sumit Nagal   | 6            | 6            |  |
|  | 6           | Sumit Nagal          | Sumit Nagal          | 6           | 6           |  |  |              |               |               |              |              |  |

### Sezione 3
|  | Primo turno | Primo turno             | Primo turno             | Primo turno | Primo turno |  |  | Ultimo turno | Ultimo turno      | Ultimo turno | Ultimo turno | Ultimo turno |  |
|  |             |                         |                         |             |             |  |  |              |                   |              |              |              |  |
|  | 3           | Thiago Seyboth Wild     | 6                       | 3           | 2           |  |  |              |                   |              |              |              |  |
|  | WC          | Andrea Pellegrino       | 4                       | 6           | 6           |  |  | WC           | Andrea Pellegrino | 7            | 3            | 6            |  |
|  |             | Tomás Martín Etcheverry | Tomás Martín Etcheverry | 4           | 2           |  |  | 7            | Danilo Petrović   | 65           | 6            | 2            |  |
|  | 7           | Danilo Petrović         | Danilo Petrović         | 6           | 6           |  |  |              |                   |              |              |              |  |

### Sezione 4
|  | Primo turno | Primo turno      | Primo turno    | Primo turno | Primo turno |  |  | Ultimo turno | Ultimo turno     | Ultimo turno     | Ultimo turno | Ultimo turno |  |
|  |             |                  |                |             |             |  |  |              |                  |                  |              |              |  |
|  | 4           | Tarō Daniel      | 3              | 6           | 4           |  |  |              |                  |                  |              |              |  |
|  |             | Andrea Arnaboldi | 6              | 2           | 6           |  |  |              | Andrea Arnaboldi | Andrea Arnaboldi | 2            | 4            |  |
|  | WC          | Matteo Gigante   | Matteo Gigante | 4           | 0           |  |  | 5            | Jozef Kovalík    | Jozef Kovalík    | 6            | 6            |  |
|  | 5           | Jozef Kovalík    | Jozef Kovalík  | 6           | 6           |  |  |              |                  |                  |              |              |  |